# Prasert Changmoon
Prasert Changmoon ist ein thailändischer Fußballtrainer.

## Karriere
Prasert Changmoon steht seit dem 9. März 2020 als Cheftrainer beim thailändischen Zweitligisten Lampang FC in Lampang unter Vertrag.